# بيدرو موراليس ساول
بيدرو موراليس ساول (بالإسبانية: Pedro Saúl Morales)‏ ولد بتاريخ 1 أكتوبر 1959 في كولومبيا وتوفي في 24 مارس 2021، هو دراج كولومبي سابق.

## روابط خارجية
- بيدرو موراليس ساول على موقع أرشيف الدراجات (الإنجليزية)
- بيدرو موراليس ساول على موقع CycleBase (الإنجليزية)